# Wishkah
Wishkah (Whiskah, Whishkah), manja skupina Lower Chehalis Indijanaca, porodica salishan, s istoimene pritoke Chehalisa u zapadnom Washingtonu. O njima se zna dosta malo, osim pod kolektivnim nazivom Lower Chehalis, među kojima bi mogli imati potomaka. Ime im dolazi od chehaliskog hwish-kahl ="stinking water".